# Mordellistena latitarsis
Mordellistena latitarsis là một loài bọ cánh cứng trong họ Mordellidae. Loài này được Batten miêu tả khoa học năm 1983.